# Клопинка
Кло́пинка (рос. Клопинка, ерз. Колапона) — присілок у складі Атюр'євського району Мордовії, Росія. Входить до складу Стрільниковського сільського поселення.
Населення — 145 осіб (2010; 184 у 2002).
Національний склад станом на 2002 рік:
- мордва — 99 %